# Ângulo da câmara anterior
O ângulo da câmara anterior é uma parte do olho localizada entre a córnea e a íris. O tamanho deste ângulo é um determinante importante da taxa de fluxo do humor aquoso para fora do olho e, portanto, da pressão intraocular . O ângulo da câmara anterior é a estrutura que determina a profundidade da câmara anterior . Um ângulo da câmara anterior extremamente estreito é uma característica do glaucoma de ângulo fechado .

## Imagens adicionais

Gonioscopia do ângulo da câmara anterior.